# 공군대학교 출판부
공군대학교 출판부(Air University Press)는 미국 알라바마주 맥스웰 공군기지에 위치한 공군 대학의 학술 서비스 이사국(Academic Services Directorate) 소속으로, 미어 S. 페어차일드 연구 정보 센터(Muir S. Fairchild Research Information Center) 하에 있는 부서이다. 이 출판사는 공군 대학 프로그램과 관련된 교수 및 학생 연구, 학술 저널, 공군 대학 프로그램과 관련된 다른 자료, 학교에서 선택한 학생 논문, 교수의 연구 노력 및 AU의 전문 군사 교육 프로그램을 지원하는 다른 문서들을 게시한다.
공군대학교 출판부의 논문 시리즈에는 에어 워 칼리지(Air War College)의 Maxwell Papers, Air Command and Staff College의 Wright Flyers, School of Advanced Air and Space Studies의 Drew Papers, 그리고 Fairchild, Walker, Chennault, Kenney 시리즈 등이 포함되어 있다.
또한, 공군대학교 출판부는 Air and Space Power Journal과 같은 공군 전문 지도 발행한다. 게다가, 해당 출판사는 국가 및 국제 안보와 관련된 문제에 중점을 둔 탁월한 Strategic Studies Quarterly 저널도 발행한다. 더불어, 두 개의 지역 중심의 학술 지도도 발행하는데, 그것은 Journal of Indo-Pacific Affairs와 Journal of the Americas이다.
공군대학교 출판부는 2020년 이후로 University Presses 협회의 회원이 되었다.